# Branko Oblak
Branko Oblak (Liubliana, Eslovenia, 27 de mayo de 1947) es un exfutbolista y entrenador esloveno que jugaba de centrocampista y militó en diversos clubes de Eslovenia, Croacia, Alemania y Austria.

## Selección nacional
Con la selección de Yugoslavia, disputó 46 partidos internacionales y anotó 6 goles. Participó en una edición de la Copa Mundial, la de Alemania 1974, donde su selección quedó eliminada en la segunda fase.

### Participaciones en Copas del Mundo
| Mundial              | Sede     | Resultado    |
| -------------------- | -------- | ------------ |
| Copa Mundial de 1974 | Alemania | Segunda fase |

## Clubes

### Como jugador
| Club                     | País       | Año       |
| ------------------------ | ---------- | --------- |
| N. K. Olimpija Ljubljana | Yugoslavia | 1965-1973 |
| H. N. K. Hajduk Split    | Yugoslavia | 1973-1975 |
| F. C. Schalke 04         | Alemania   | 1975-1977 |
| Bayern Múnich            | Alemania   | 1977-1980 |
| H. N. K. Šibenik         | Yugoslavia | 1980-1982 |
| SV Spittal / Drau        | Austria    | 1982-1985 |
| SV Feldkirchen           | Austria    | 1985-1987 |

### Como entrenador
| Club                     | País      | Año       |
| ------------------------ | --------- | --------- |
| SV Feldkirchen           | Austria   | 1991-1992 |
| N. K. Olimpija Ljubljana | Eslovenia | 1994-1996 |
| F. C. Koper              | Eslovenia | 2001-2002 |
| N. K. Olimpija Ljubljana | Eslovenia | 2002-2003 |
| Eslovenia sub-21         | Eslovenia | 2004      |
| Eslovenia                | Eslovenia | 2004-2006 |
| N. K. Olimpija Ljubljana | Eslovenia | 2009      |

## Palmarés

### Como jugador

#### Torneos nacionales
| Título             | Club                  | País       | Año     |
| ------------------ | --------------------- | ---------- | ------- |
| Primera Liga       | H. N. K. Hajduk Split | Yugoslavia | 1973-74 |
| Copa de Yugoslavia | H. N. K. Hajduk Split | Yugoslavia | 1974    |
| Primera Liga       | H. N. K. Hajduk Split | Yugoslavia | 1974-75 |
| Bundesliga         | Bayern Múnich         | Alemania   | 1979-80 |